# New Urbanism

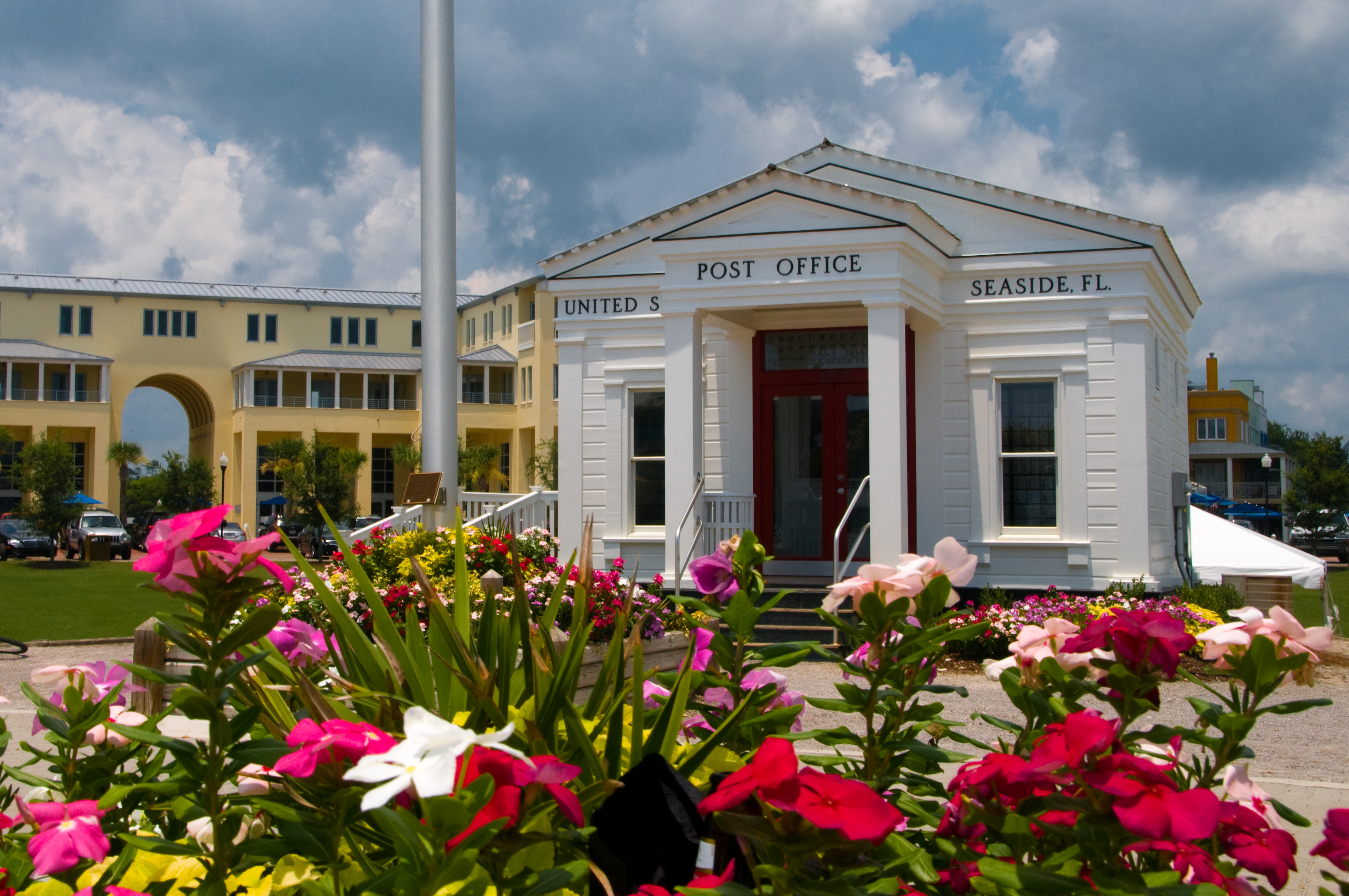
Poczta w Seaside na Florydzie w stylu New Urbanism

New Urbanism (ang. nowy urbanizm, nowa miejskość) – nurt urbanistyki zaliczany do postmodernizmu, ale różniący się od niego w znaczących punktach. Związany m.in. z postacią teoretyka urbanistyki i architekta Léona Kriera. Charakteryzuje się nawrotem do tradycyjnej, historycznej kompozycji miast. Miasta utrzymane w konwencji New Urbanism posiadają plac centralny (rynek) – nowo projektowany lub rozwijany w oparciu o istniejące stare miasto. Zabudowa projektowana jest kwartałowo. 
Propaguje się kompleksową rewitalizację centrów miast i zwiększanie ich atrakcyjności (wielofunkcyjności), odwrót od zasiedlania przedmieść, wprowadzanie stref uspokojonego ruchu i stref pieszych w miejsce rozcinających miasta dróg szybkiego ruchu (łącznie z ich likwidacją w centrach miast i zniesieniem wszelkich utrudnień dla ruchu pieszego: np. przejść podziemnych, kładek czy świateł), modernizację i budowę sprawnych sieci komunikacji publicznej, kosztem marginalizacji użycia samochodów.
Nurt ten stanowi reakcję na modernizm skrajnie odrzucający historyzm w architekturze i urbanistyce. New Urbanism zdobywał popularność od lat 70. XX wieku w Stanach Zjednoczonych (np. rewitalizacja centrum Portlandu), a obecnie jest na szeroką skalę rozwijany w Europie (np. w angielskim Poundbury).